# Pointe Granger
La pointe Granger est un cap de Guadeloupe dans le Parc national de la Guadeloupe. 

## Géographie
Il se situe à l'est du port de Morne Rouge et forme avec la pointe Dupuy, l'anse Bésia.
A partir de la pointe Granger jusqu'à la rivière Salée, la côte est couverte de palétuviers.

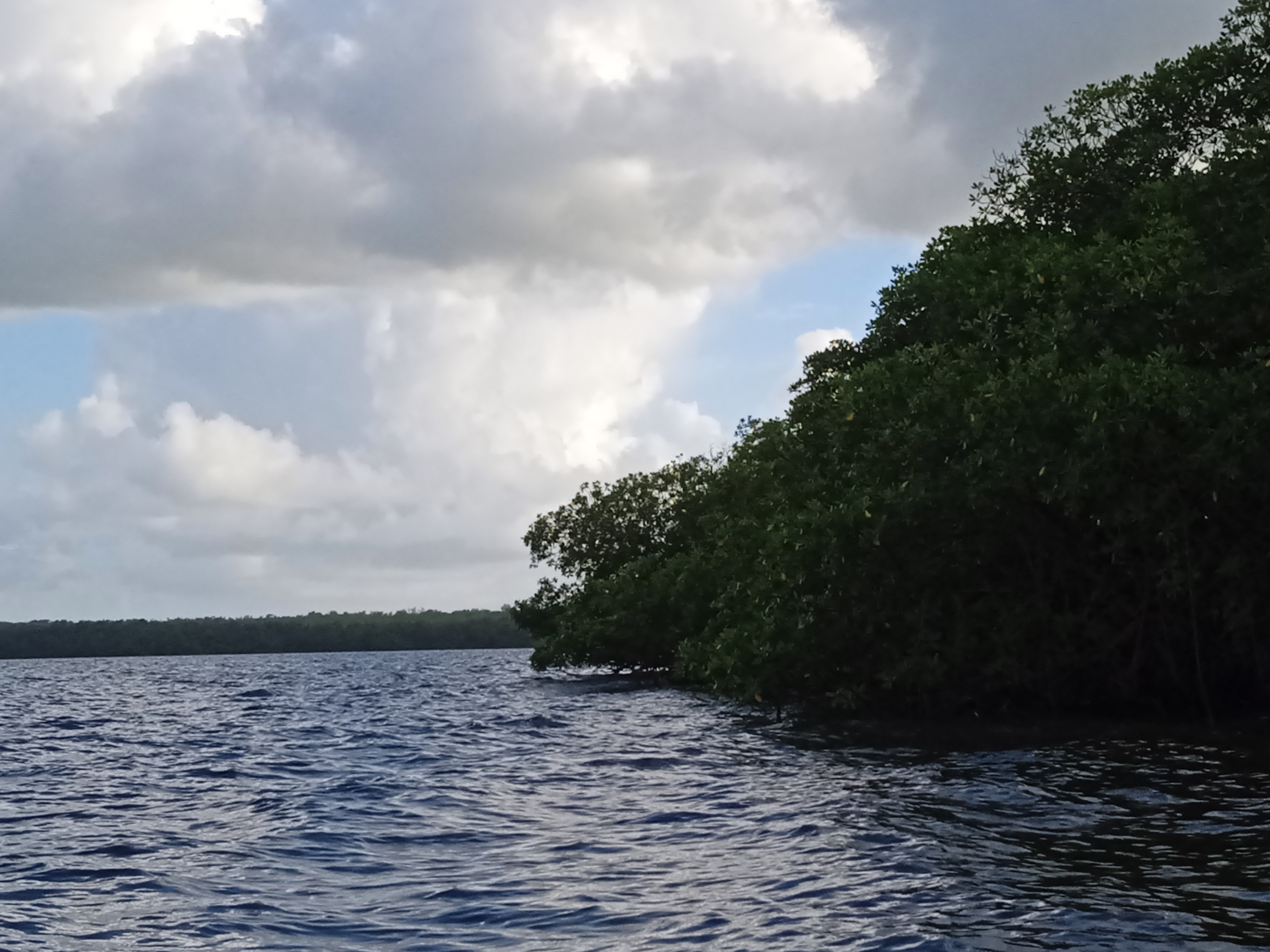
La pointe Granger, vue de près.
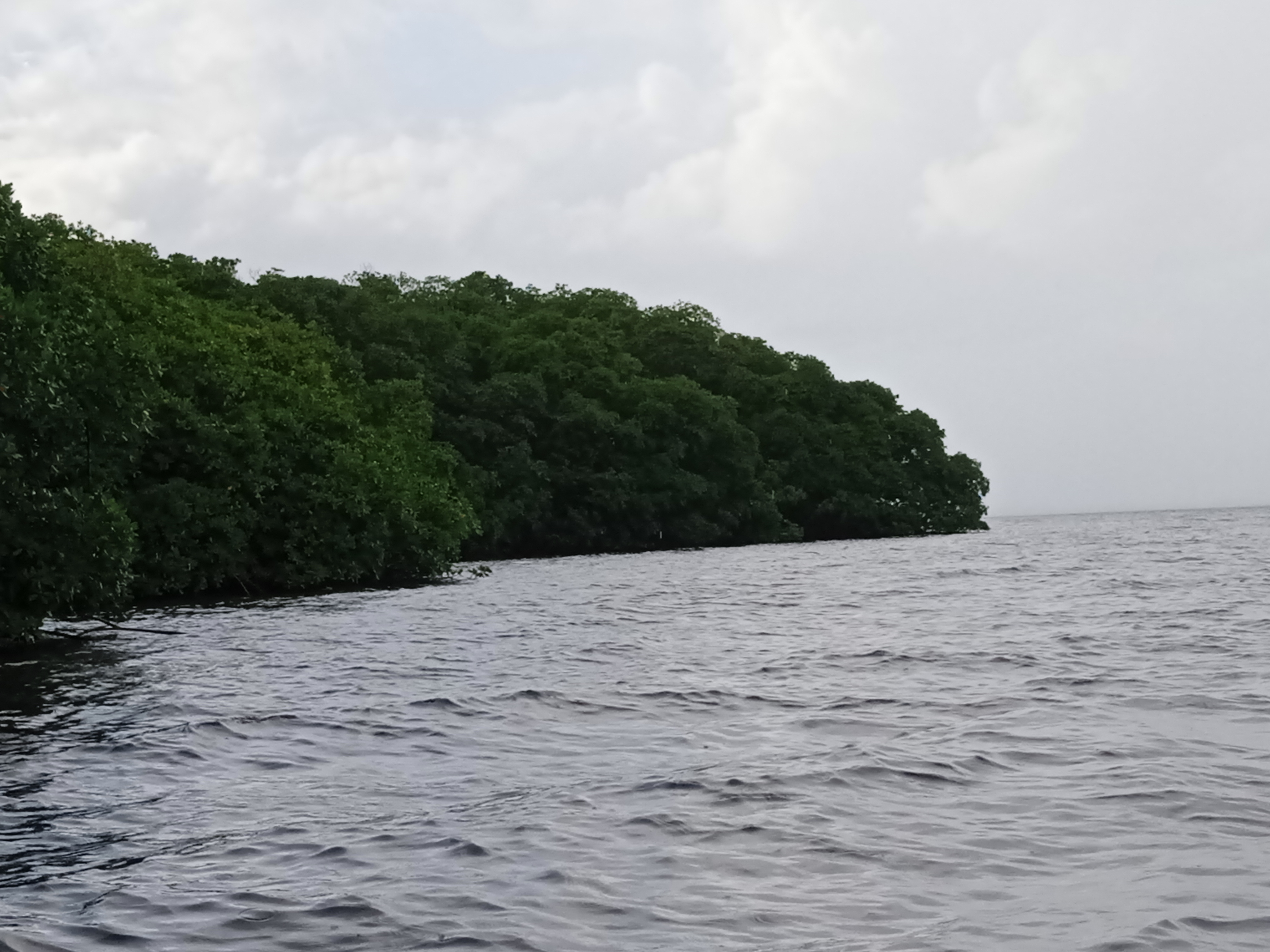
La pointe Granger en revenant de la pointe Dupuy.
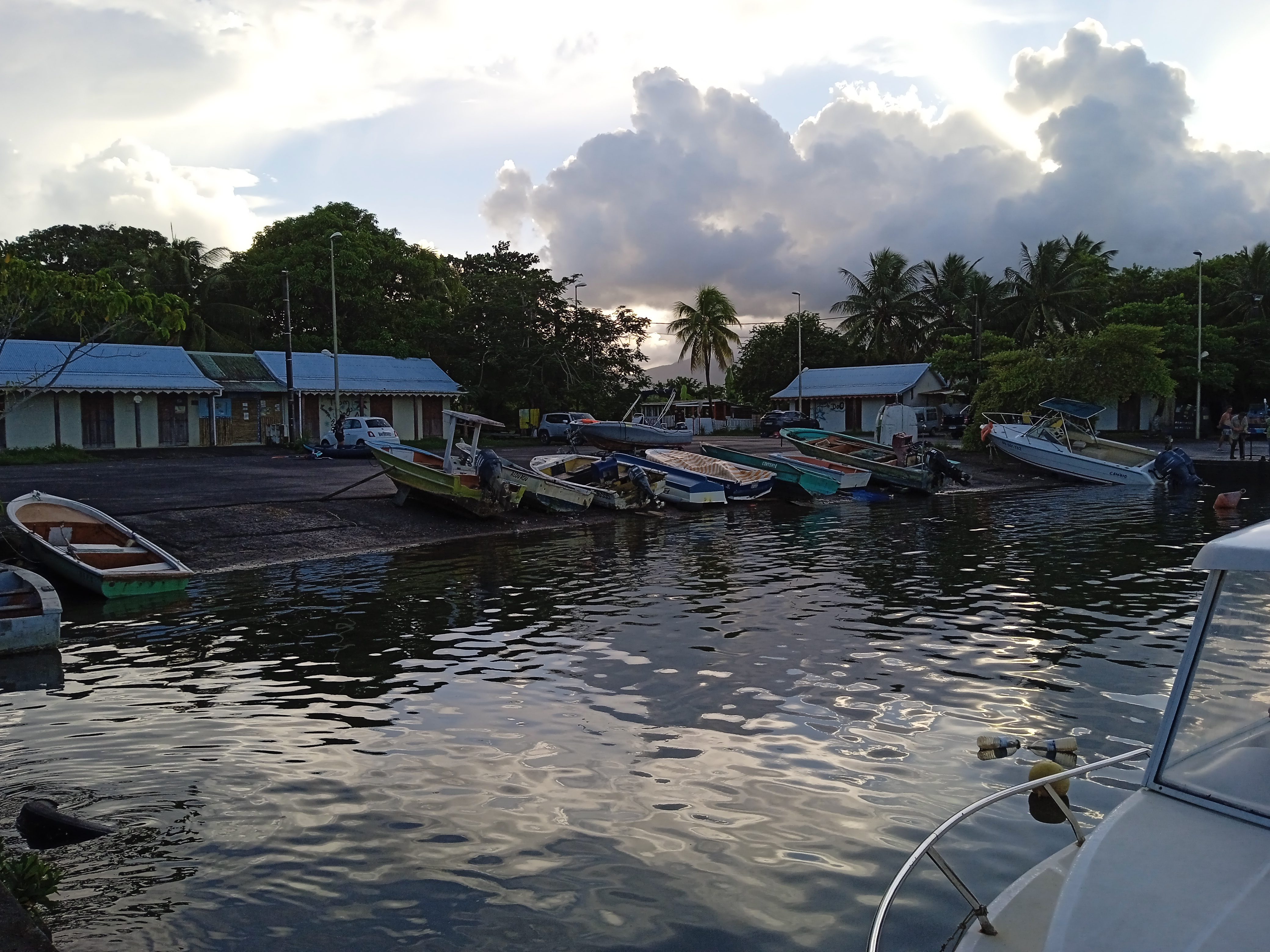
Port de Morne-Rouge.